# Beleg van Mesolongi

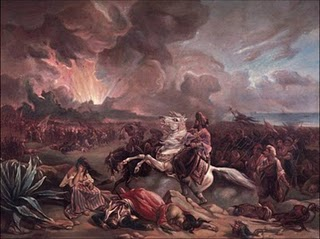
De aanval van Ibrahim Pasja op Mesolongi (Giuseppe Mazzola)

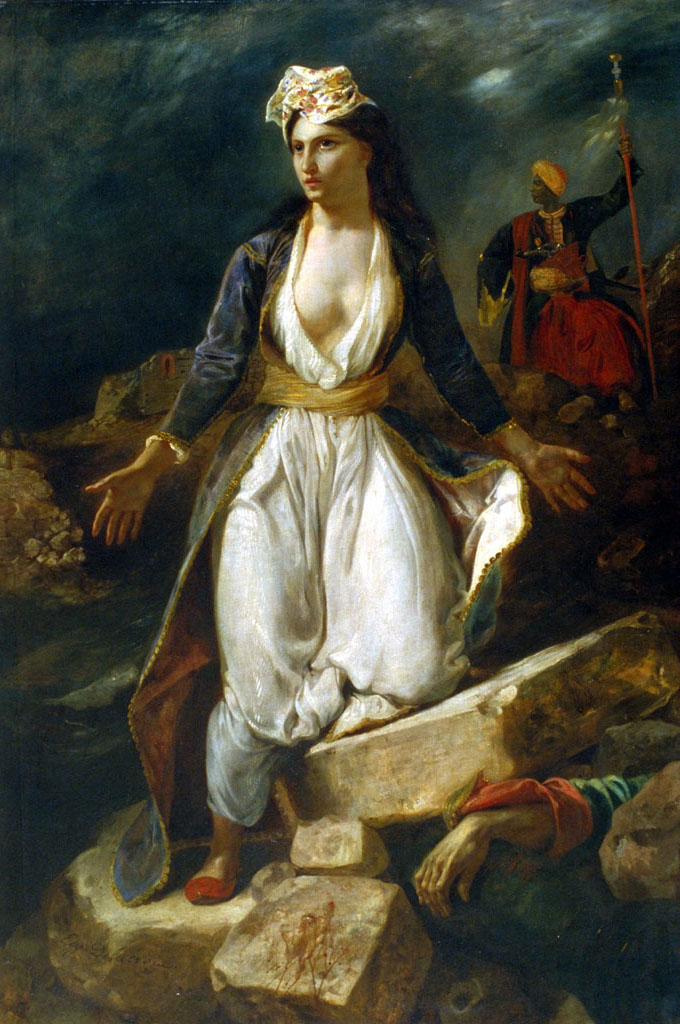
Griekenland op de ruïnes van Mesolongi (Eugène Delacroix)

Het Beleg van Mesolongi zijn drie belegeringen van de Griekse havenstad Mesolongi door de Ottomanen tijdens de Griekse Onafhankelijkheidsoorlog (1821-1829).

## Achtergrond
Na de zware Griekse nederlaag, de slag bij Peta in 1822, trokken de overgebleven troepen, samen met hun leider Alexandros Mavrokordatos, zich terug in de havenstad Mesolongi.

## Eerste beleg (1822)
Op 25 oktober 1822 vielen de Ottomanen met 11 000 soldaten de stad aan. Na een maand van onophoudend bombarderen staakten de Ottomanen op 31 december het vuren en keerden onverricht ter zake terug.

## Tweede beleg (1823)
Samen met Albanese troepen vielen de Ottomanen voor een tweede maal de stad aan op 20 september 1823. Generaal Kitsos Tzavelas slaagde er in hun logistieke aanvoer te ontwrichten en toen er hongersnood en ziekte het Ottomaanse kamp teisterde, werd het beleg op 30 november stopgezet.

## Lord Byron
Op 3 januari 1824 arriveerde de Engelse romantische dichter Lord Byron in Mesolongi. Hij had heel wat financiële middelen mee om de Griekse zaak te steunen. Helaas was zijn verblijf van korte duur, op 19 april 1824 stierf hij aan malaria.

## Derde beleg (1825-1826)
Het derde beleg was de meest bloedige en duurde een jaar. Nu vielen de Ottomanen de stad aan met 30 000 man, gesteund door Egyptische en Albanese soldaten, aan Griekse kant waren er slechts een vijfduizend onafhankelijkheidsstrijders. In het jaar ervoor had men de verdedigingswallen sterk verbeterd. Ze hadden ook een plan bedacht om de stad te kunnen blijven bevoorraden. Na verloop van tijd slaagden de Ottomanen er toch in de stad volledig af te sluiten.
Einde raad besloten de Grieken op 10 april 1826 een massa-ontsnappingspoging uit te voeren, wat eindigde in een bloedbad. Na het beleg zetten de Turken drieduizend afgesneden hoofden op de muren.

## Gevolg
Alhoewel het beleg van Mesolongi een zware nederlaag was, zal het een omkeer teweeg brengen bij de westerse mogendheden, die vanaf nu de Griekse zaak zullen steunen.